# 斯氏背绵鳚
斯氏背绵鳚，為輻鰭魚綱鱸形目绵鳚亞目绵鳚科的其中一種，分布於西南大西洋區的巴西及阿根廷海域，屬底棲性魚類，棲息深度400-800公尺，體長可達38.6公分。